# Epidendrum troxalis
Epidendrum troxalis är en orkidéart som beskrevs av Carlyle August Luer. Epidendrum troxalis ingår i släktet Epidendrum och familjen orkidéer.
Artens utbredningsområde är Ecuador. Inga underarter finns listade i Catalogue of Life.